# Courouvre
 Courouvre  es una población y comuna francesa, en la región de Lorena, departamento de Mosa, en el distrito de Commercy y cantón de Pierrefitte-sur-Aire.

## Demografía
| 79 | 65 | 62 | 32 | 57 | 62 |
| Para los censos de 1962 a 1999 la población legal corresponde a la población sin duplicidades (Fuente: INSEE [Consultar]) |    |    |    |    |    |